# 213 (grupo musical)
213 foi um supergrupo de hip-hop dos Estados Unidos formado em 1990, originário de Long Beach, Califórnia. O grupo era formado pelos rappers Nate Dogg, Snoop Dogg e Warren G. Em 1996 voltaram a se reunir e gravaram o seu álbum de estrEia intitulado The Hard Way, lançado em 2004, que alcançou a quarta posição na Billboard 200. Do álbum, lançaram os singles "Groupie Luv" e "So Fly". O nome da banda vem de código de área telefônico de Long Beach, 213.

## Discografia

### Álbuns de estúdio
| Ano  | Álbum | Melhores posições nas tabelas | Melhores posições nas tabelas | Melhores posições nas tabelas | Melhores posições nas tabelas | Melhores posições nas tabelas | Melhores posições nas tabelas | Melhores posições nas tabelas | Melhores posições nas tabelas | Melhores posições nas tabelas | Melhores posições nas tabelas | Vendas      | Certificações |
| Ano  | Álbum | EUA                           | EUA R&B                       | EUA IND                       | ALE                           | AUS                           | BÉL (Fla.)                    | CAN                           | PB                            | NZ                            | SUÍ                           | Vendas      | Certificações |
| ---- | --- | ----------------------------- | ----------------------------- | ----------------------------- | ----------------------------- | ----------------------------- | ----------------------------- | ----------------------------- | ----------------------------- | ----------------------------- | ----------------------------- | ----------- | ------------- |
| 2004 | The Hard Way - Lançado: 17 de agosto de 2004 - Gravadora(s): Doggystyle • TVT - Formato(s): CD • LP • cassette | 4                             | 1                             | 1                             | 34                            | 50                            | 57                            | 3                             | 57                            | 21                            | 33                            | - : 500 mil | - : Ouro      |

### Álbuns de vídeo
| Título                  | Informações do álbum                                                                         |
| ----------------------- | -------------------------------------------------------------------------------------------- |
| 213 - Live in Las Vegas | - Lançado: 8 de abril de 2009 - Gravadora: Black Dragon Entertainment - Formato: DVD • Vídeo |

### Singles
| Ano  | Título        | Melhor Posição | Melhor Posição | Melhor Posição | Melhor Posição | Melhor Posição | Melhor Posição | Melhor Posição | Melhor Posição | Álbum        |
| Ano  | Título        | EUA            | EUA R&B        | R&B AIR        | EUA Rap        | EUA RHY        | EUA RADIO      | AUS            | NZL            | Álbum        |
| ---- | ------------- | -------------- | -------------- | -------------- | -------------- | -------------- | -------------- | -------------- | -------------- | ------------ |
| 2004 | "So Fly"      | —              | 39             | 36             | 18             | 24             | 79             | —              | —              | The Hard Way |
| 2004 | "Groupie Luv" | 26             | 48             | 47             | 24             | 23             | —              | 39             | 16             | The Hard Way |

### Outras aparições
| Canção                                         | Álbum                       | Artista principal do álbum | Outros artistas participantes  | Ano  |
| ---------------------------------------------- | --------------------------- | -------------------------- | ------------------------------ | ---- |
| "Deeez Nuuuts"                                 | The Chronic                 | Dr. Dre                    | Daz Dillinger                  | 1992 |
| "Ain't No Fun (If the Homies Can't Have None)" | Doggystyle                  | Snoop Dogg                 | Kurupt                         | 1994 |
| "Groupie"                                      | Tha Doggfather              | Snoop Dogg                 | Tha Dogg Pound, Charlie Wilson | 1996 |
| "Friends"                                      | G-Funk Classics, Vol. 1 & 2 | Nate Dogg                  |                                | 1998 |
| "Neva Gonna Give It Up"                        | Tha Streetz Iz a Mutha      | Kurupt                     | Soopafly, Tray Deee            | 1999 |
| "Don't Tell"                                   | No Limit Top Dogg           | Snoop Dogg                 | Mausberg                       | 1999 |
| "Game Don't Wait"                              | I Want It All               | Warren G                   | Xzibit                         | 1999 |
| "Can't Go for That (Remix)"                    | A Nu Day                    | Tamia                      | Missy Elliott                  | 2000 |
| "Yo' Sassy Ways"                               | The Return of the Regulator | Warren G                   |                                | 2001 |
| "From Long Beach 2 Brick City"                 | Paid tha Cost to Be da Boss | Snoop Dogg                 | Redman                         | 2002 |
| "PYT"                                          | In the Mid-Nite Hour        | Warren G                   |                                | 2005 |